# Cyanotis pachyrrhiza
Cyanotis pachyrrhiza là một loài thực vật có hoa trong họ Commelinaceae. Loài này được Oberm. mô tả khoa học đầu tiên năm 1981.